# سالوی (بازیکن فوتبال)
سالوی (انگلیسی: Salvi؛ زادهٔ ۳۰ مارس ۱۹۹۱) بازیکن فوتبال اهل اسپانیا است.
از باشگاه‌هایی که در آن بازی کرده‌است می‌توان به باشگاه فوتبال کادیس اشاره کرد.